# خسویه
خُسویه، روستایی از توابع بخش مرکزی شهرستان زرین‌دشت در استان فارس ایران است.

## جمعیت
این روستا در دهستان خسویه قرار دارد و براساس سرشماری مرکز آمار ایران در سال ۱۳۸۵، جمعیت آن ۲٬۷۹۳ نفر (۶۳۰خانوار) بوده است.

## پیشینه تاریخی
روستای خسویه در قرن‌های ۴ و ۸ هجری قمری، آباد ومورد توجه جغرافی نویسان بود. نویسندگانی مانند مقدسی واستخری در قرن چهارم هجری، این بلخی در قرن ششم وحمد الله مستوفی در قرن هشتم هجری قمری از این محل یاد کرده وآن را به صورت: «خَسو»، «خشو» و «کَسوی» ثبت وضبط کرده‌اند.
نویسنده ای به نام «پاول شوارتس» با اسناد به کتب جغرافی نویسانمسلمان در قرون نخست اسلامی گفته است: «خَسو، مرکز آن روبنج بود که هم قلعه داشت وهم حومه. به قول مقدسی راه دارابگرد به سیراف «شهری درقدیم واستان بوشهر» درروز اول به خسو می‌رسید. مقدسی خسو را به عنوان ناحیه ای خاص ذکر می‌کند وعلاوه بر روبنج، مکان‌های زیر ار نیز از توابع آن می‌شمرد: رستاق الرّستاق، فُرج «فرگ» و تارم
نویسنده ای دیگر به نام «لسترنج» نیز می‌گوید: «ولایت رونیز جزئی از ولاین خسو بود. مقدسی، رونیز را در یک منزلی جنوب غرب دارابگرد وبرسر راه ابی احمد «درلارستان» دانسته است. به گفتهٔ مقدسی ولایت خسو ازطرف مشرق وسعت وامتداد زیادی داشت.
ابن بلخی در قرن ششم ه‍.ق می‌نویسد: «خسو جزئ ولایت دارابگرد است، هوای آن گرم ودرخت خرما وانواع میوه‌ها در آنجا وجود دارد.
حمدالله مستوفی نیز در قرن هشتم ه‍.ق از آبادانی خسو سخن گفته وآن را جزئ ولایت دارابگرد دانسته است.